# امین شعبانی
امین شعبانی (زادهٔ ۱۳۵۰ در دیواندره) نمایندهٔ حوزهٔ انتخابیهٔ سنندج، دیواندره و کامیاران در دورهٔ هشتم مجلس شورای اسلامی بوده‌است. وی پیش‌تر در دورهٔ هفتم نیز عضو این مجلس بود.